# جان دیماجیو
جان دیماجیو (به انگلیسی: John DiMaggio) (زاده ۴ سپتامبر ۱۹۶۸) بازیگر آمریکایی است.
از فیلم‌های معروف او می‌توان به بازی در فیلم فاکرهای کوچک و آندرداگ اشاره کرد.